# Морданов, Евгений Петрович
Евгений Петрович Морданов — советский хозяйственный, государственный и политический деятель, Герой Социалистического Труда.

## Биография
Родился 19 декабря 1927 года в селе Балтика. Член КПСС с 1952 года.
С 1945 года — на хозяйственной, общественной и политической работе. В 1945—1986 гг. — токарь на Большой Ивановской мануфактуре, токарь Ивановского механического завода, токарь Уралмашзавода, токарь Ивановского механического завода Министерства энергетики и электрификации СССР.
Указом Президиума Верховного Совета СССР от 31 марта 1981 года присвоено звание Героя Социалистического Труда с вручением ордена Ленина и золотой медали «Серп и Молот».
Умер 21.02.1998 (возможно, в Наро-Фоминске).